# Dwight Tiendalli
Dwight Tiendalli, né le 21 octobre 1985 à Paramaribo au Suriname, est un footballeur néerlandais qui évolue au poste de défenseur.

## Biographie
Le 13 juillet 2017, il rejoint Oxford United.

## Palmarès

### En club
- FC Twente
  - Champion des Pays-Bas en 2010
  - Vainqueur de la Coupe des Pays-Bas en 2011
  - Vainqueur de la Supercoupe des Pays-Bas en 2010 et 2011.

- Swansea City
  - Vainqueur de la League Cup : 2013

### En sélection
- Pays-Bas espoirs
  - Vainqueur du championnat d'Europe en 2006.